# Felip de Mallorca
Felip de Mallorca (Perpinyà 1288- Nàpols 1340) fou infant de Mallorca i regent del regne de Mallorca (1324-1335).

## Orígens familiars
Fill del rei Jaume II de Mallorca i la seva muller, Esclarmonda de Foix. Era net per línia paterna del comte de Barcelona i rei d'Aragó Jaume I el Conqueridor i Violant d'Hongria, i per línia materna del comte Roger IV de Foix i Brunissenda de Cardona. Fou germà de Sanç I de Mallorca i Ferran de Mallorca.
|  |                                      |  |  |  |  |  |  |  |  |  |  |  |  |  |  |  |
|  | 16. Alfons II d'Aragó (el Cast)      |  |  |  |  |  |  |  |  |  |  |  |  |  |  |  |
|  |                                      |  |  |  |  |  |  |  |  |  |  |  |  |  |  |  |
|  |                                      |  |  |  |  |  |  |  |  |  |  |  |  |  |  |  |
|  | 8. Pere II d'Aragó (el Catòlic)      |  |  |  |  |  |  |  |  |  |  |  |  |  |  |  |
|  |                                      |  |  |  |  |  |  |  |  |  |  |  |  |  |  |  |
|  |                                      |  |  |  |  |  |  |  |  |  |  |  |  |  |  |  |
|  | 17. Sança de Castella                |  |  |  |  |  |  |  |  |  |  |  |  |  |  |  |
|  |                                      |  |  |  |  |  |  |  |  |  |  |  |  |  |  |  |
|  |                                      |  |  |  |  |  |  |  |  |  |  |  |  |  |  |  |
|  | 4. Jaume I d'Aragó (el Conqueridor)  |  |  |  |  |  |  |  |  |  |  |  |  |  |  |  |
|  |                                      |  |  |  |  |  |  |  |  |  |  |  |  |  |  |  |
|  |                                      |  |  |  |  |  |  |  |  |  |  |  |  |  |  |  |
|  | 18. Guillem VIII de Montpeller       |  |  |  |  |  |  |  |  |  |  |  |  |  |  |  |
|  |                                      |  |  |  |  |  |  |  |  |  |  |  |  |  |  |  |
|  |                                      |  |  |  |  |  |  |  |  |  |  |  |  |  |  |  |
|  | 9. Maria de Montpeller               |  |  |  |  |  |  |  |  |  |  |  |  |  |  |  |
|  |                                      |  |  |  |  |  |  |  |  |  |  |  |  |  |  |  |
|  |                                      |  |  |  |  |  |  |  |  |  |  |  |  |  |  |  |
|  | 19. Eudòxia Comnena                  |  |  |  |  |  |  |  |  |  |  |  |  |  |  |  |
|  |                                      |  |  |  |  |  |  |  |  |  |  |  |  |  |  |  |
|  |                                      |  |  |  |  |  |  |  |  |  |  |  |  |  |  |  |
|  | 2. Jaume II de Mallorca (el Prudent) |  |  |  |  |  |  |  |  |  |  |  |  |  |  |  |
|  |                                      |  |  |  |  |  |  |  |  |  |  |  |  |  |  |  |
|  |                                      |  |  |  |  |  |  |  |  |  |  |  |  |  |  |  |
|  | 20. Béla III d'Hongria               |  |  |  |  |  |  |  |  |  |  |  |  |  |  |  |
|  |                                      |  |  |  |  |  |  |  |  |  |  |  |  |  |  |  |
|  |                                      |  |  |  |  |  |  |  |  |  |  |  |  |  |  |  |
|  | 10. Andreu II d'Hongria              |  |  |  |  |  |  |  |  |  |  |  |  |  |  |  |
|  |                                      |  |  |  |  |  |  |  |  |  |  |  |  |  |  |  |
|  |                                      |  |  |  |  |  |  |  |  |  |  |  |  |  |  |  |
|  | 21. Agnès d'Antioquia                |  |  |  |  |  |  |  |  |  |  |  |  |  |  |  |
|  |                                      |  |  |  |  |  |  |  |  |  |  |  |  |  |  |  |
|  |                                      |  |  |  |  |  |  |  |  |  |  |  |  |  |  |  |
|  | 5. Violant d'Hongria                 |  |  |  |  |  |  |  |  |  |  |  |  |  |  |  |
|  |                                      |  |  |  |  |  |  |  |  |  |  |  |  |  |  |  |
|  |                                      |  |  |  |  |  |  |  |  |  |  |  |  |  |  |  |
|  | 22. Pere II de Courtenay             |  |  |  |  |  |  |  |  |  |  |  |  |  |  |  |
|  |                                      |  |  |  |  |  |  |  |  |  |  |  |  |  |  |  |
|  |                                      |  |  |  |  |  |  |  |  |  |  |  |  |  |  |  |
|  | 11. Violant de Courtenay             |  |  |  |  |  |  |  |  |  |  |  |  |  |  |  |
|  |                                      |  |  |  |  |  |  |  |  |  |  |  |  |  |  |  |
|  |                                      |  |  |  |  |  |  |  |  |  |  |  |  |  |  |  |
|  | 23. Violant de Flandes               |  |  |  |  |  |  |  |  |  |  |  |  |  |  |  |
|  |                                      |  |  |  |  |  |  |  |  |  |  |  |  |  |  |  |
|  |                                      |  |  |  |  |  |  |  |  |  |  |  |  |  |  |  |
|  | 1. Felip de Mallorca                 |  |  |  |  |  |  |  |  |  |  |  |  |  |  |  |
|  |                                      |  |  |  |  |  |  |  |  |  |  |  |  |  |  |  |
|  |                                      |  |  |  |  |  |  |  |  |  |  |  |  |  |  |  |
|  | 24. Ramon Roger I de Foix            |  |  |  |  |  |  |  |  |  |  |  |  |  |  |  |
|  |                                      |  |  |  |  |  |  |  |  |  |  |  |  |  |  |  |
|  |                                      |  |  |  |  |  |  |  |  |  |  |  |  |  |  |  |
|  | 12. Roger Bernat II de Foix          |  |  |  |  |  |  |  |  |  |  |  |  |  |  |  |
|  |                                      |  |  |  |  |  |  |  |  |  |  |  |  |  |  |  |
|  |                                      |  |  |  |  |  |  |  |  |  |  |  |  |  |  |  |
|  | 25. Felipa (de Montcada?)            |  |  |  |  |  |  |  |  |  |  |  |  |  |  |  |
|  |                                      |  |  |  |  |  |  |  |  |  |  |  |  |  |  |  |
|  |                                      |  |  |  |  |  |  |  |  |  |  |  |  |  |  |  |
|  | 6. Roger IV de Foix                  |  |  |  |  |  |  |  |  |  |  |  |  |  |  |  |
|  |                                      |  |  |  |  |  |  |  |  |  |  |  |  |  |  |  |
|  |                                      |  |  |  |  |  |  |  |  |  |  |  |  |  |  |  |
|  | 26. Arnau I de Castellbò             |  |  |  |  |  |  |  |  |  |  |  |  |  |  |  |
|  |                                      |  |  |  |  |  |  |  |  |  |  |  |  |  |  |  |
|  |                                      |  |  |  |  |  |  |  |  |  |  |  |  |  |  |  |
|  | 13. Ermesenda de Castellbò           |  |  |  |  |  |  |  |  |  |  |  |  |  |  |  |
|  |                                      |  |  |  |  |  |  |  |  |  |  |  |  |  |  |  |
|  |                                      |  |  |  |  |  |  |  |  |  |  |  |  |  |  |  |
|  | 27. Arnaua de Caboet                 |  |  |  |  |  |  |  |  |  |  |  |  |  |  |  |
|  |                                      |  |  |  |  |  |  |  |  |  |  |  |  |  |  |  |
|  |                                      |  |  |  |  |  |  |  |  |  |  |  |  |  |  |  |
|  | 3. Esclarmonda de Foix               |  |  |  |  |  |  |  |  |  |  |  |  |  |  |  |
|  |                                      |  |  |  |  |  |  |  |  |  |  |  |  |  |  |  |
|  |                                      |  |  |  |  |  |  |  |  |  |  |  |  |  |  |  |
|  | 28. Guillem I de Cardona             |  |  |  |  |  |  |  |  |  |  |  |  |  |  |  |
|  |                                      |  |  |  |  |  |  |  |  |  |  |  |  |  |  |  |
|  |                                      |  |  |  |  |  |  |  |  |  |  |  |  |  |  |  |
|  | 14. Ramon Folc IV de Cardona         |  |  |  |  |  |  |  |  |  |  |  |  |  |  |  |
|  |                                      |  |  |  |  |  |  |  |  |  |  |  |  |  |  |  |
|  |                                      |  |  |  |  |  |  |  |  |  |  |  |  |  |  |  |
|  | 29. Gueraua de Jorba                 |  |  |  |  |  |  |  |  |  |  |  |  |  |  |  |
|  |                                      |  |  |  |  |  |  |  |  |  |  |  |  |  |  |  |
|  |                                      |  |  |  |  |  |  |  |  |  |  |  |  |  |  |  |
|  | 7. Brunisenda de Cardona             |  |  |  |  |  |  |  |  |  |  |  |  |  |  |  |
|  |                                      |  |  |  |  |  |  |  |  |  |  |  |  |  |  |  |
|  |                                      |  |  |  |  |  |  |  |  |  |  |  |  |  |  |  |
|  | 30. Ramon III de Tarroja             |  |  |  |  |  |  |  |  |  |  |  |  |  |  |  |
|  |                                      |  |  |  |  |  |  |  |  |  |  |  |  |  |  |  |
|  |                                      |  |  |  |  |  |  |  |  |  |  |  |  |  |  |  |
|  | 15. Agnès de Tarroja                 |  |  |  |  |  |  |  |  |  |  |  |  |  |  |  |
|  |                                      |  |  |  |  |  |  |  |  |  |  |  |  |  |  |  |
|  |                                      |  |  |  |  |  |  |  |  |  |  |  |  |  |  |  |
|  | 31. Sibil·la de Santafé              |  |  |  |  |  |  |  |  |  |  |  |  |  |  |  |
|  |                                      |  |  |  |  |  |  |  |  |  |  |  |  |  |  |  |
|  |                                      |  |  |  |  |  |  |  |  |  |  |  |  |  |  |  |

## Biografia
Durant el període en què el seu pare va ser desposseït del seu regne pel seu nebot Alfons III d'Aragó (1286-1298 anys), el jove Felip va passar els anys de la seva infància a França: no sent el primogènit, fou destinat a l'estudi. A París va estudiar arts liberals i teologia amb el seu germà Jaume (el fill primogènit, que va renunciar a la corona el 1299 per esdevenir frare franciscà). Durant els seus anys d'estudi a París, l'any 1302 (a l'edat de catorze anys) Felip va prendre la decisió d'entrar en l'Ordre dels Frares Predicadors. El més probable és que ell també fóra ordenat sacerdot. Després de diversos anys, però, Felip va decidir abandonar l'orde dels dominics, pel que en algunes zones va començar a córrer la veu que el nen era l'anticrist (perquè es creia que l'Anticrist seria un ex-monjo).
El jove llavors considerà d'entrar, igual que el seu germà, en l'Orde de Frares Menors, ja que estava molt decebut de l'ordre principal vigent en aquella època, l'anomenada Comunitat. Els franciscans no eren, en opinió de Felip, fidels a la idea original de l'ordre i s'havien convertit en perseguidors dels veritables guardians de la pobresa franciscana, els espirituals. Al final, Felip va entrar al Tercer Orde Regular de Sant Francesc, s'obligà amb el vot d'observar la Regla i el Testament de Sant Francesc en tot el seu rigor i es va envoltar en la seva cort de Mallorca de religiosos animats pel mateix fervor. Ramon Llull, en el seu pamflet sobre el Nadal (De natal parvuli pueri Iesu) defineix el príncep com "illustris, devotus et humilis".
Va rebre per part del papa molts títols i beneficis: entre altres coses, va ser abat laic de l'abadia de Sant Pau a Narbona, prebost de Bajas, canonge a Elna, París, Tournai, Beauvais, Barcelona i Mallorca.
En 1311, va conèixer a Angelo Clareno a Avinyó, l'ex-superior dels Ermitans Franciscans de l'ordre eremítica de Celestí V i, després de la mort de Pèire Olieu, guia els Espirituals. El 1313 Clareno passà cinquanta dies en la cort del príncep Felip a Mallorca. Des de llavors, l'amistat entre tots dos es va fer més profunda cada dia, fins que Clareno va arribar a ser assessor indispensable de Felip, i a ell es degué sens dubte els posicionaments religiosos cada vegada més extremes del príncep. Fou segurament per aquesta influència i per assegurar-se que no quedés captivat totalment per les idees de Clareno, que el Papa Joan XXII li va oferir a Felip el 1317 la diòcesi de Miralpeix, a la qual ell va renunciar, igual que l'any anterior també havia renunciat a l'Arquebisbat de Tarragona. Clareno es va congratular d'aquestes decisions de Felip.
El Papa encomanà a Felip intervenir com a pacificador en la dissensió entre la Corona d'Aragó i el Regne de Mallorca, i per això Felip va escriure una carta als dos reis plens d'amargor, de menyspreu per les realitats mundanes i les expectatives apocalíptiques.
A la mort del seu germà, el rei Sanç I de Mallorca, el 1324, Felip va ser nomenat regent del seu nebot Jaume III de Mallorca (fill de Ferran, el germà de Felip i Sanç), l'hereu nomenat per Sanç abans de morir sense descendència. El nomenament com a successor del petit Jaume va agitar durant algun temps la ira del rei Jaume II d'Aragó, que va reclamar per a si el regne de Mallorca. Sols la intermediació del papa Joan XXII va poder evitar la guerra, acordant-se que Jaume II d'Aragó renunciaria a totes les demandes a canvi de la successió de Jaume III de Mallorca i de l'ajuda a la Corona d'Aragó en la conquesta de Sardenya.
Situat temporalment al comandament del regne, Felip es va veure obligat a complir amb aquest acord, tot i que significava per a la gent pagar alts impostos per cobrir els costos de la guerra. El país va patir una greu crisi financera. A més d'aquestes raons, el pessimisme, l'aïllament i l'actitud desencantada de Felip, van atraure les queixes i els descontents contra ell, el que va provocar una revolta liderada pels comtes de Foix i Comminges.
Felip, decidit a reforçar les relacions amb la corona d'Aragó, acordà el 24 setembre 1325 la unió matrimonial del petit Jaume amb la llavors la infanta Constança d'Aragó i d'Entença, filla del futur rei Alfons el Benigne.
L'estiu de 1329 Felip va deixar la cort de Mallorca i se’n va anar a Nàpols, la cort de la seva germana Sança. Aleshores va renunciar a tots els seus beneficis eclesiàstics per viure en la pobresa més radical, i en 1335, amb la majoria d'edat de Jaume, també posà oficialment fi a la seva regència del Regne de Mallorca. A Mallorca, van romandre els seus seguidors en contacte amb els fraticels que es van estendre per Itàlia i la Provença. Fins i tot el 1362, durant la Inquisició contra Lluís de Durazzo acusat de ser el protector dels fraticels, un testimoni va declarar que una secta dels seguidors de Clareno s'anomenaven "Germans de Felip de Mallorca".
En un sermó pronunciat a Nàpols, Felip va atacar obertament el Papa, acusant-lo de ser el perseguidor dels veritables seguidors de l'Evangeli. A la mort de Clareno, el 1337, Felip va exercir un paper de lideratge d'aquests "gelosos" Franciscans al sud d'Itàlia. En una carta al germà de Robert I de Nàpols, el papa Joan XXII definia Felip de rebel notori i no penedit, líder d'una secta condemnada que acollia en el seu si els veritables heretges. El príncep Felip es va mantenir, però irreductible. Va morir entre 1340 i 1343.